# 安州镇
安州镇，是中华人民共和国河北省保定市安新县下辖的一个乡镇级行政单位。

## 行政区划
安州镇下辖以下地区：
南关村、膳马庙村、李庄村、马庄村、建昌村、烧盆庄村、王庄村、辛立庄村、前午门村、后午门村、九级村、七级村、石冢村、西角村、东角村、大东庄村、西北村、桥南村、桥北村、白庄村、北河庄村、小寨村、大寨村、独连村、南际头村、北际头村、西向阳村和东向阳村。